# Главачова, Даниэла
Даниэла Главачова или Дана Главачова (чеш.  Daniela Hlaváčová, Dana Hlaváčová; род. 20 июня 1945, Прага) — чехословацкая и чешская актриса, искусствовед.

## Биография
Родилась 20 июня 1945 в городе Праге, Чехословакия. Сестра более известной актрисы Яны Главачовой.
В 1973 году снялась в знаменитом фильме «Три орешка для Золушки» в роли Доры. В период съемок фильма актриса ждала ребёнка. В 1974 году родила дочь.
В настоящее время Даниэла Главачова руководит художественной школой в Праге.

## Фильмография
1. Operace Silver A (ТВ) (2007)
2. «Ангел» (2005)
3. «Больница на окраине города 20 лет спустя» (сериал) (2003)
4. Čas dluhů (1998)
5. «Новое платье короля» (1994)
6. Kam doskáce ranní ptáce (1987)
7. Já nejsem já (1985)
8. Putování Jana Amose (1983)
9. «Гости из Галактики» (1981)
10. Já uz budu hodný, dedecku! (1979)
11. Jen ho nechte, at se bojí (1977)
12. Dva muzi hlási prichod (1975)
13. Tak láska zacíná… (1975)
14. «Три орешка для Золушки» (1973)
15. «Золушка» (ТВ) (1969)
16. «Я убил Эйнштейна, господа» (1969)
17. Tři chlapi v chalupě (1963)